# تصفيق الفايكنج

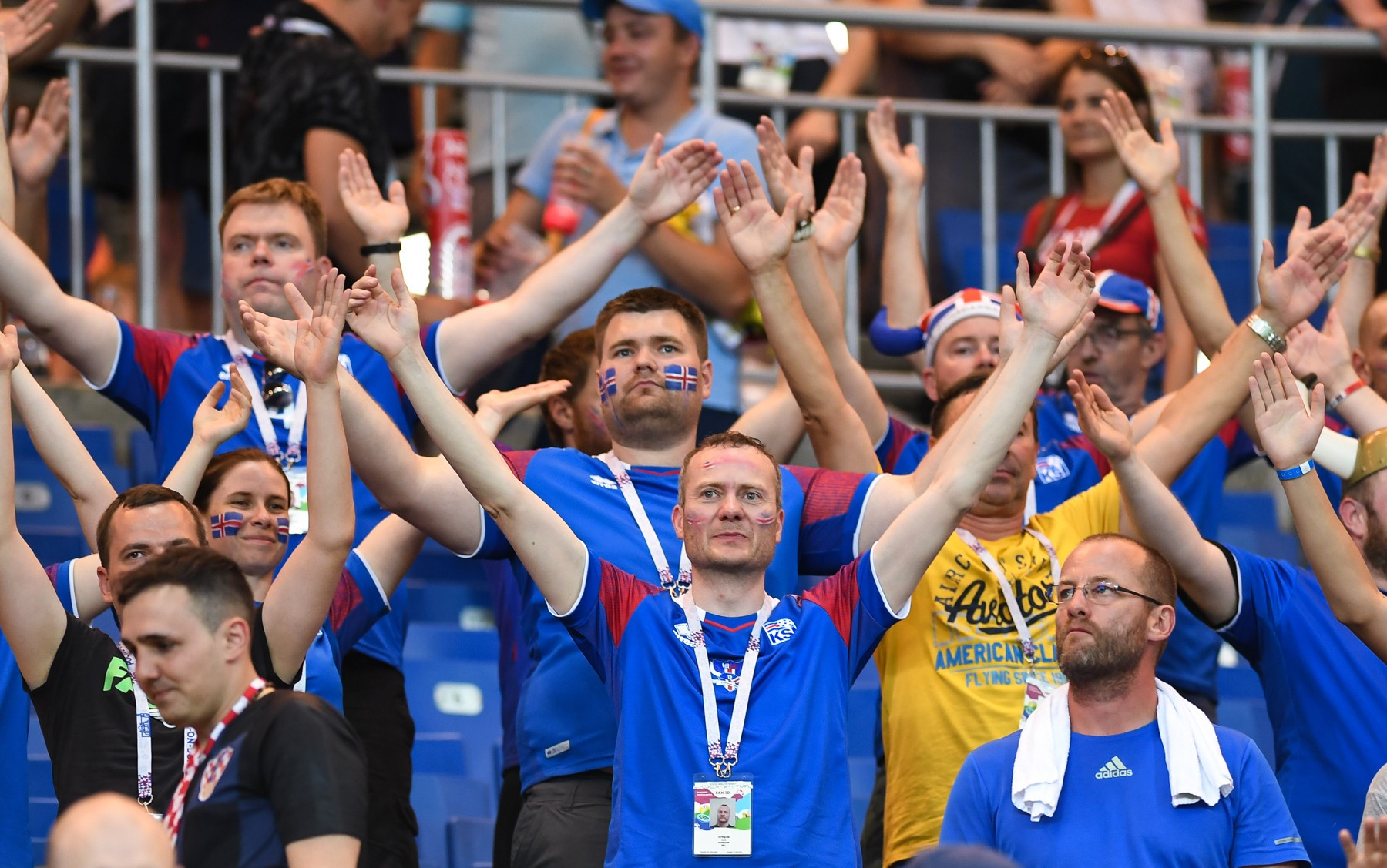
'مشجعين منتخب آيسلندا يقومون بتصفيق الفايكنج.

تصفيق الفايكنج هو هتاف كرة قدم يتم إجرائها عن طريق التصفيق والصراخ بصوت عالي.أدى الهتاف جماهير عدد من الأندية، لكنه برز خلال بطولة أمم أوروبا 2016، عندما قدم مشجعو المنتخب الآيسلندي «تصفيق الفايكنج» أو «تصفيق البركان».
خلال كأس العالم 2018 عندما كانت آيسلندا واحدة من الفرق المشاركة، لفت التصفيق الانتباه مرة أخرى.